# Cowan, New South Wales
Cowan este o suburbie în Sydney, Australia.